# کریستین لنزک
کریستین لنزک (انگلیسی: Christiane Lanzke; ۱۵ مارس ۱۹۴۷ – ۲۰۰۵ (۵۷−۵۸ سال)) ورزشکار، غواص و بازیگر اهل آلمان بود. او سال ۲۰۰۵ در شهر روستوک درگذشت.
وی در مسابقات کشوری و بین‌المللی در مجموع برندهٔ ۱ مدال نقره شده‌است.